# الهيج (فرع العدين)

تعديل مصدري - تعديل

الهيج محلة تابعة لقرية الانهوم، التابعة لعزلة بني يوسف بمديرية فرع العدين إحدى مديريات محافظة إب في الجمهورية اليمنية، بلغ تعداد سكانها 48 حسب تعداد اليمن لعام 2004.